# 1499 Pori
Pori (asteróide 1499) é um asteróide da cintura principal, a 2,1741242 UA. Possui uma excentricidade de 0,1855954 e um período orbital de 1 593,17 dias (4,36 anos).
Pori tem uma velocidade orbital média de 18,22932841 km/s e uma inclinação de 12,20743º.
Esse asteróide foi descoberto em 16 de Outubro de 1938 por Yrjö Väisälä.